# Христина Брадинска
Христина Минева Брадинска е работническа активистка, партизанка, комунистическа деятелка, членка на Работническия младежки съюз и Българската комунистическа партия.

## Биография
Родена е на 20 април 1915 година в дебърското село Тресонче, в семейството на българския учител Мино Сарджов. Преселва се в София в 1923 година. Работи във фабрика и от 1932 година е членка на Работническия младежки съюз, а от 1936 година – на Българската комунистическа партия. Като членка на районния комитет на РМС в 1938 година е осъдена на 6 години и 4 месеца затвор.
От края на 1938 година работи сред печатарски работници, където основава партийна организация, на която Брадинска става секретар. В началото на 1939 година е секретар на Централния район на РМС в София. Взима участие в стачката на тютюноработници в 1940 година, за което е интернирана в разградското село Веселина, а в 1941 година е интернирана в концлагера „Свети Никола“ в Асеновградско. Минава в нелегалност в юли 1941 година. Действа като инструктор на Централния комитет на РМС и секретар на Окръжния комитет на РМС в Сливен до октомври 1941 година, но поради провал отново е интернирана.
Става партизанка в отряда „Чавдар“ в 1943 година, но поради болест се връща в София. В началото на февруари 1944 година е изпратена в Бургас като инструктор и пълномощник на ЦК на PMC.
След Деветосептемврийския преврат, на 27 октомври 1946 година е кандидат за депутат в VI велико народно събрание. По инструкция на Политбюро на ЦК на БКП от 28 февруари 1947 година избраният Димитър Ганев подава оставка, а следващите в листата Григор Врабченски и Христина Брадинска се отказват, за да може в парламента да влезе циганинът Шакир Пашов.
На 2 януари 1951 година Политбюро премества Христина Брадинска на работа в Централния съвет на Общия работнически професионален съюз (ОРПС).